# Salea
Genre
Salea est un genre de sauriens de la famille des Agamidae.

## Répartition
Les trois espèces de ce genre sont endémiques d'Inde.

## Liste des espèces
Selon The Reptile Database (13 janvier 2016) :
- Salea anamallayana (Beddome, 1878)
- Salea gularis Blyth, 1854
- Salea horsfieldii Gray, 1845

## Publication originale
- Gray, 1845 : Catalogue of the specimens of lizards in the collection of the British Museum. p. 1-289 (texte intégral).